# Campionato sudamericano maschile di pallavolo 2007
Il XXVII campionato sudamericano maschile di pallavolo si è svolto dal 5 al 9 settembre 2007 a Santiago del Cile e Viña del Mar, in Cile. Al torneo hanno partecipato 8 squadre nazionali sudamericane e la vittoria finale è andata per la ventiseiesima volta, la ventunesima consecutiva, al Brasile.

## Squadre partecipanti
- Argentina
- Brasile
- Cile
- Colombia
- Paraguay
- Perù
- Uruguay
- Venezuela

## Gironi
| Girone A                           | Girone B                     |
| ---------------------------------- | ---------------------------- |
| Brasile Colombia Uruguay Venezuela | Argentina Cile Paraguay Perù |

## Fase finale

### Finali 1º e 3º posto - Santiago del Cile
|  | Semifinali | Semifinali | Semifinali |           |         | Finale 1º/2º posto | Finale 1º/2º posto | Finale 1º/2º posto |  |
|  |            |            |            |           |         |                    |                    |                    |  |
|  | Brasile    | Brasile    | 3          |           |         |                    |                    |                    |  |
|  | Brasile    | Brasile    | 3          |           |         |                    |                    |                    |  |
|  | Cile       | Cile       | 0          |           |         |                    |                    |                    |  |
|  | Cile       | Cile       | 0          |           | Brasile | Brasile            | 3                  |                    |  |
|  |            |            |            |           | Brasile | Brasile            | 3                  |                    |  |
|  |            |            | Argentina  | Argentina | 0       |                    |                    |                    |  |
|  | Argentina  | Argentina  | Argentina  | Argentina | 0       | 3                  |                    |                    |  |
|  | Argentina  | Argentina  |            |           |         | 3                  |                    |                    |  |
|  | Venezuela  | Venezuela  | 2          |           |         | Finale 3º/4º posto | Finale 3º/4º posto | Finale 3º/4º posto |  |
|  | Venezuela  | Venezuela  | 2          |           |         |                    |                    |                    |  |
|  |            |            |            |           |         |                    |                    |                    |  |
|  |            |            |            |           |         | Cile               | Cile               | 1                  |  |
|  |            |            |            |           |         | Cile               | Cile               | 1                  |  |
|  |            |            |            |           |         | Venezuela          | Venezuela          | 3                  |  |

### Finali 5º e 7º posto - Viña del Mar
|  | Semifinali | Semifinali | Semifinali |          |          | Finale 5º/6º posto | Finale 5º/6º posto | Finale 5º/6º posto |  |
|  |            |            |            |          |          |                    |                    |                    |  |
|  | Colombia   | Colombia   | 3          |          |          |                    |                    |                    |  |
|  | Colombia   | Colombia   | 3          |          |          |                    |                    |                    |  |
|  | Perù       | Perù       | 1          |          |          |                    |                    |                    |  |
|  | Perù       | Perù       | 1          |          | Colombia | Colombia           | 1                  |                    |  |
|  |            |            |            |          | Colombia | Colombia           | 1                  |                    |  |
|  |            |            | Paraguay   | Paraguay | 3        |                    |                    |                    |  |
|  | Paraguay   | Paraguay   | Paraguay   | Paraguay | 3        | 3                  |                    |                    |  |
|  | Paraguay   | Paraguay   |            |          |          | 3                  |                    |                    |  |
|  | Uruguay    | Uruguay    | 0          |          |          | Finale 7º/8º posto | Finale 7º/8º posto | Finale 7º/8º posto |  |
|  | Uruguay    | Uruguay    | 0          |          |          |                    |                    |                    |  |
|  |            |            |            |          |          |                    |                    |                    |  |
|  |            |            |            |          |          | Perù               | Perù               | 2                  |  |
|  |            |            |            |          |          | Perù               | Perù               | 2                  |  |
|  |            |            |            |          |          | Uruguay            | Uruguay            | 3                  |  |

## Classifica finale
| Classifica | Squadre   | Qualificazione       |
| ---------- | --------- | -------------------- |
|            | Brasile   | Coppa del Mondo 2007 |
|            | Argentina | Coppa del Mondo 2007 |
|            | Venezuela |                      |
| 4          | Cile      |                      |
| 5          | Paraguay  |                      |
| 6          | Colombia  |                      |
| 7          | Uruguay   |                      |
| 8          | Perù      |                      |